# Жирекен (станція)
Жирекен (рос. Жирекен) — станція Могочинського регіону Забайкальської залізниці Росії, розташована на дільниці Куенга — Бамівська між станціями Бушулей (відстань — 10 км) і Кавекта (10 км). Відстань до ст. Куенга — 107 км, до ст. Бамівська — 642 км; до транзитного пункту Каримська — 339 км.